# Morbus haemorrhagicus neonatorum
Der Morbus haemorrhagicus neonatorum ist eine bei Neugeborenen auftretende Blutungsneigung auf Grund eines Vitamin-K-Mangels.
Es handelt sich um eine meist innerhalb der ersten zwei bis sieben Lebenstagen eines Kindes auftretende Blutungsneigung, die zu Blutungen in der Haut, den Schleimhäuten, der Kopfschwarte, dem Nabel oder dem Gehirn führen kann. Fast immer sind Kinder betroffen, die keine Vitamin-K-Prophylaxe erhalten haben. Die Spätmanifestation des M. haemorrhagicus neonatorum in der 3.–7. Woche führt in 50 % der Fälle zu lebensbedrohlichen ZNS-Blutungen mit einer Letalität von 20 %. Durch die relativ niedrigen Vitamin-K-Spiegel der Mutter (besonders wenn diese zum Beispiel antikonvulsive Medikamente einnimmt), die Unreife der Leber sowie die noch kaum vorhandene Darmflora des Kindes besteht in diesem Alter besonders beim gestillten Säugling ein physiologischer Vitamin-K-Mangel. Im Labor findet sich eine Verlängerung der Partiellen Thromboplastinzeit (PTT), Thrombinzeit und Blutungszeit sowie eine Erniedrigung der Faktoren II, VII, IX und X.
Prophylaktisch erhalten deshalb alle gesunden Neugeborenen Vitamin K, s. c., i. m. oder (in Deutschland) p. o. Die Vitamin-K-Prophylaxe geschieht meistens im Rahmen der U1, U2 und U3. Wenn die Gefahr besteht, dass die enterale Resorption nicht ausreichend sein könnte, sollte die Applikation subkutan oder intramuskulär erfolgen.
Die Annahme, dass parenteral gegebenes Vitamin K kanzerogen wirkt, ist inzwischen widerlegt.